# Shaler Township

Shaler Township est un township, situé dans le comté d'Allegheny, en Pennsylvanie, aux États-Unis,. En 2020, il comptait une population de 28 132 habitants.

## Démographie
Lors du recensement de 2020, le township comptait une population de 28 132 habitants.